# Oriol de les Tanimbar
L'oriol de les Tanimbar (Oriolus decipiens) és un ocell de la família dels oriòlids (Oriolidae).

## Hàbitat i distribució
Habita els boscos de les illes Tanimbar.